# XVIII Всемирный фестиваль молодёжи и студентов
XVIII Всемирный фестиваль молодёжи и студентов — международный молодежный фестиваль, который прошёл с 7 по 13 декабря 2013 года в Кито. Лозунг фестиваля — «Молодёжь объединилась против империализма, за мир во всём мире, солидарность и социальные перемены». Фестиваль собрал 8 000 человек из почти 88 стран. Фестиваль проходил в высокогорном районе на площадке бывшего аэродрома Кито, на высоте около 3 тыс. метров над уровнем моря. Это был самый высокогорный фестиваль.
Основными организаторами фестиваля являются Всемирная федерация демократической молодёжи (ВФДМ), национальные подготовительные комитеты в странах.

## Предыстория
В октябре-ноябре 1945 года в Лондоне прошла всемирная конференция молодёжи за мир, гдн было принято решение создать Всемирную федерацию демократической молодёжи и начать проведение всемирных фестивалей молодёжи и студентов. Первый Всемирный фестиваль молодёжи и студентов состоялся в 1947 году в Праге и длился почти 6 недель. В 1978 году XI фестиваль впервые был проведён на Американском континенте — в столице Кубы Гаване.

## Мероприятия
7 декабря состоялась церемония открытия. Первые день был европейским днём. Основными темами были борьба с империализмом за мир и солидарность, религиозные и этнические конфликты, безработица среди молодежи в Европе.
8 декабря — день Ближнего Востока. Основными темами были молодежь, безработица и капиталистический кризис, боевая твердость сирийской нации. Состоялся семинар по Палестине — «Сионистская оккупация, стена апартеида и опасность поселений», текущее и будущее положение палестинцев.
9 декабря — день Африки. Основными темами были общественный, бесплатный и полный доступ к образованию, науке, культуре и информации, солидарность для африканского единства. 
10 декабря — Азиатско-Тихоокеанский день. Основными темами были демократическая свобода и права человека, вмешательство Соединенных Штатов в политику Азиатско-Тихоокеанского региона.
11 и 12 декабря прошли антиимпериалистические обвинения.
13 декабря состоялась церемония закрытия.